# يوهو هانينن
يوهو هانينن (بالفنلندية: Juho Hänninen) مواليد 25 يوليو 1981، هو سائق راليات فنلندي بدأ مسيرته في سنة 2006. كان أول رالي له هو رالي السويد 2006. تنافس في بطولة العالم للراليات. تسابق في رالي التحدي عبر القارات.

## روابط خارجية
- يوهو هانينن على موقع Rallye-info.com (الإنجليزية)
- يوهو هانينن على موقع eWRC-results.com (الإنجليزية)